# Liste der Verteidigungsminister Luxemburgs
Dies ist eine Liste der Verteidigungsminister Luxemburgs seit 1937.
Das Amt gibt es seit dem 5. November 1937. Von seiner Schaffung bis zum 6. Februar 1969 hieß das Amt Minister für die Streitkräfte (Ministre de la Force Armée). Von 1969 bis zum 7. August 1999 lautete der offizielle Titel des Amtes Minister für die öffentlichen Streitkräfte (Ministre de la Force publique). 1999 wurden die Zuständigkeiten für die internationale Zusammenarbeit und die humanitäre Hilfe zu denen der Verteidigung hinzugefügt. Dessen offizielle Bezeichnung lautete Minister für Zusammenarbeit, humanitäre Maßnahmen und Verteidigung (Ministre de la Coopération, de l'Action humanitaire, et de la Défense). Im Jahr 2004 wurden die Ämter erneut getrennt, wodurch der heutige Titel entstand.
| Bild            | Minister            | Partei            | Vom               | Bis                 | Premierminister  |
| --------------- | ------------------- | ----------------- | ----------------- | ------------------- | ---------------- |
|                 | Pierre Dupong       | PD                | 5. November 1937  | 23. November 1944   | Pierre Dupong    |
| CSV             | Pierre Dupong       | 23. November 1944 | 1. März 1947      |                     | Pierre Dupong    |
|                 | Lambert Schaus      | CSV               | 1. März 1947      | 14. Juli 1948       | Pierre Dupong    |
|                 | Pierre Dupong       | CSV               | 14. Juli 1948     | 3. Juli 1951        | Pierre Dupong    |
|                 | Joseph Bech         | CSV               | 3. Juli 1951      | 29. Dezember 1953   | Pierre Dupong    |
|                 | Pierre Werner       | CSV               | 29. Dezember 1953 | 29. März 1958       | Joseph Bech      |
| 29. März 1958   | Pierre Werner       | CSV               | 2. März 1959      | Pierre Frieden      |                  |
|                 | Eugène Schaus       | DP                | 2. März 1959      | 15. Juli 1964       | Pierre Werner    |
|                 | Marcel Fischbach    | CSV               | 15. Juli 1964     | 3. Januar 1967      | Pierre Werner    |
|                 | Pierre Grégoire     | CSV               | 3. Januar 1967    | 6. Februar 1969     | Pierre Werner    |
|                 | Eugène Schaus       | DP                | 6. Februar 1969   | 15. Juni 1974       | Pierre Werner    |
|                 | Émile Krieps        | DP                | 15. Juni 1974     | 16. Juli 1979       | Gaston Thorn     |
| 16. Juli 1979   | Émile Krieps        | DP                | 20. Juli 1984     | Pierre Werner       |                  |
|                 | Marc Fischbach      | CSV               | 20. Juli 1984     | 14. Juli 1989       | Jacques Santer   |
|                 | Jacques Poos        | LSAP              | 14. Juli 1989     | 13. Juli 1994       | Jacques Santer   |
|                 | Alex Bodry          | LSAP              | 13. Juli 1994     | 26. Januar 1995     | Jacques Santer   |
| 26. Januar 1995 | Alex Bodry          | LSAP              | 7. August 1999    | Jean-Claude Juncker |                  |
|                 | Charles Goerens     | DP                | 7. August 1999    | Jean-Claude Juncker | 31. Juli 2004    |
|                 | Luc Frieden         | CSV               | 31. Juli 2004     | Jean-Claude Juncker | 22. Februar 2006 |
|                 | Jean-Louis Schiltz  | CSV               | 22. Februar 2006  | Jean-Claude Juncker | 27. Juli 2009    |
|                 | Jean-Marie Halsdorf | CSV               | 27. Juli 2009     | Jean-Claude Juncker | 4. Dezember 2013 |
|                 | Etienne Schneider   | LSAP              | 4. Dezember 2013  | 4. Dezember 2018    | Xavier Bettel    |
|                 | François Bausch     | Déi Gréng         | 5. Dezember 2018  | amtierend           | Xavier Bettel    |